# Chris Colfer
Christopher "Chris" Paul Colfer (Clovis, 27 de maio de 1990) é um ator, cantor e escritor americano, conhecido por sua interpretação de Kurt Hummel na série Glee. Colfer foi eleito pela revista TIME como uma das 100 pessoas mais influentes de 2011, ficando em 62º lugar. 

## Início da vida e educação
Quando era um estudante da Clovis East High School, Colfer se envolvia com programas de debates, onde ganhou vários prêmios. No colegial, ele escreveu, protagonizou e dirigiu uma paródia do filme Sweeney Todd, intitulada "Shirley Todd", em que os sexos dos personagens foram invertidos. Uma experiência real que viveu nos anos de escola mais tarde foi transformada em um sub-enredo de seu personagem em Glee: professores do ensino médio negaram-lhe a chance de cantar "Defying Gravity" do musical Wicked, porque esta é, tradicionalmente, cantada por uma mulher. O papel de Kurt Hummel foi escrito especialmente para Chris Colfer, que originalmente fez audições para interpretar o papel de Artie Abrams.

## Carreira
Quando tinha dezoito anos, Colfer estrelou Russel Fish: The Sausage and Eggs Incident, um pequeno filme onde um adolescente desajeitado deveria passar por um teste da Presidential Physical Fitness ou iria perder a sua admissão na Universidade de Harvard.
O primeiro papel de Colfer na TV veio em 2009, quando foi convidado para interpretar Kurt Hummel na série Glee do canal Fox. O personagem é gay e está no cerne de muitos de seus conflitos na série. Colfer tem um vocal de gama alta, como mostrado no episódio "Wheels", no qual seu personagem demonstra a capacidade incomum (para um homem) de cantar em um "F alto". Chris Colfer apareceu em 2010 no canal MTV no VMA em 12 de setembro de 2010. Colfer vai estrelar a comédia de época a ser lançada Struck By Lightning.
Em 17 de julho de 2011, ele lançou o livro dirigido ao público infantil e jovem, Terra de Histórias - O Feitiço do Desejo, que chegou ao número 1 da lista de best-sellers do The New York Times.

## Os primeiros trabalhos
O primeiro show que ele estava envolvido com o teatro comunitário foi West Side Story . Ele também apareceu em uma produção de The Sound of Music como o personagem Kurt von Trapp, o protagonista musical enteado de Maria von Trapp. 
Com a idade de dezoito anos, Colfer estrelou como Russel Fish in Russel Fish: The Sausage and Eggs Incident, um curta-metragem, onde um adolescente desajeitado deve passar por uma Presidential Physical Fitness teste ou não aula de ginástica e perder a sua admissão a Universidade de Harvard.

## Vida pessoal

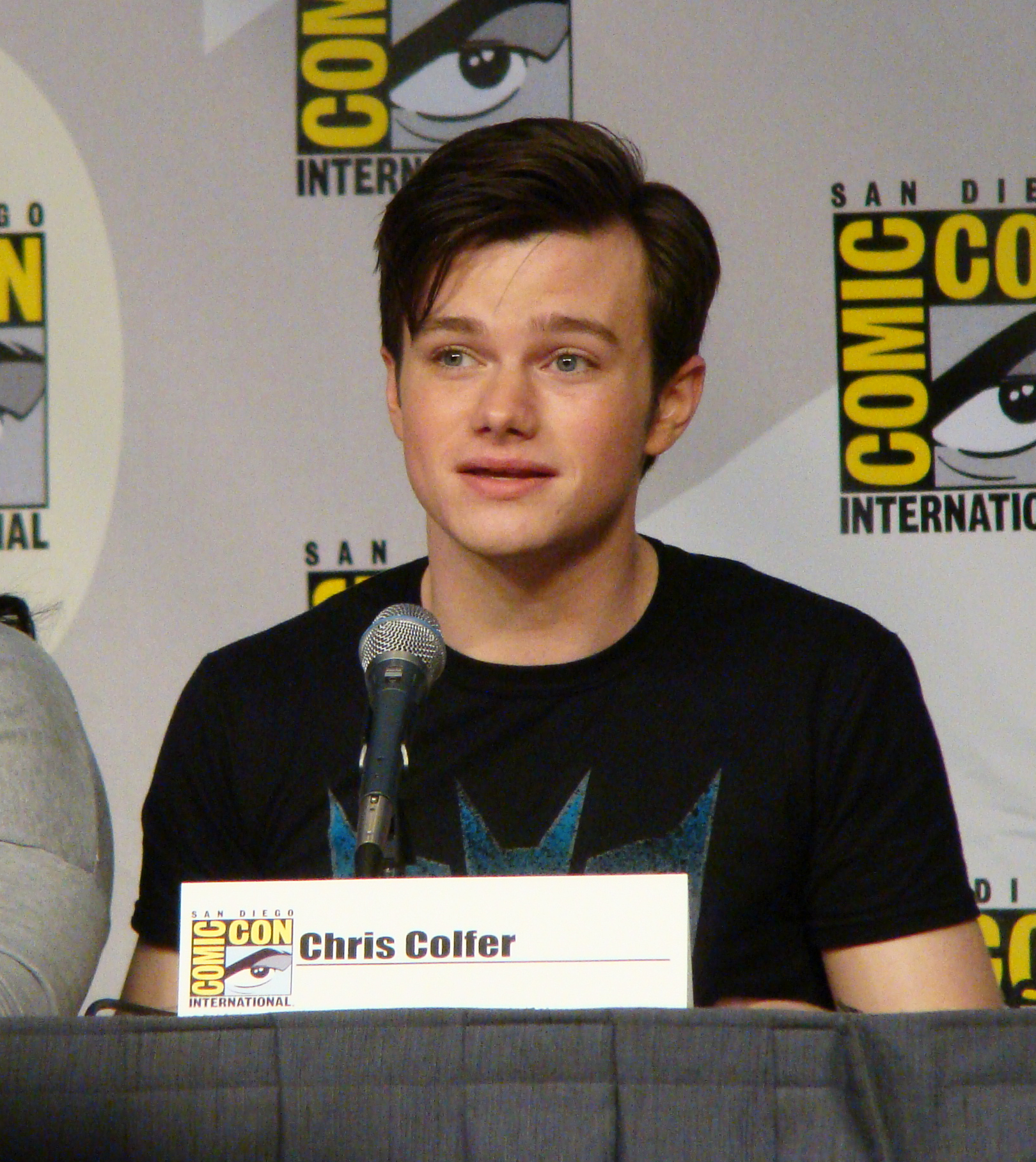
Colfer durante a Comic-Con de 2010.

Colfer é homossexual assumido. Esta informação foi compartilhada nos seus 19 anos no programa de TV estadunidense Access Hollywood, no qual disse que seus pais ainda estavam aceitando sua orientação, além de falar abertamente que era frequentemente intimidado na escola. Ele fez o teste para o papel de Artie com a canção "Mr. Cellophane", mas Kevin McHale foi selecionado para o papel. No entanto, os diretores de elenco ficaram tão impressionados com Colfer que escreveram o papel de Kurt Hummel para lhe dar algum personagem na série. Colfer comentou sobre a sua escalação: "É bom ter algo de positivo, especialmente para as crianças em cidades pequenas, como eu, que precisam de um pouco de pick-me-up". Kurt Hummel tornou-se um dos personagens favoritos do público.
Colfer apareceu no Friday Night, o "talk show" de Jonathan Ross, em 18 de junho de 2010, junto com seus colegas de Glee, Amber Riley e Matthew Morrison.

## Glee

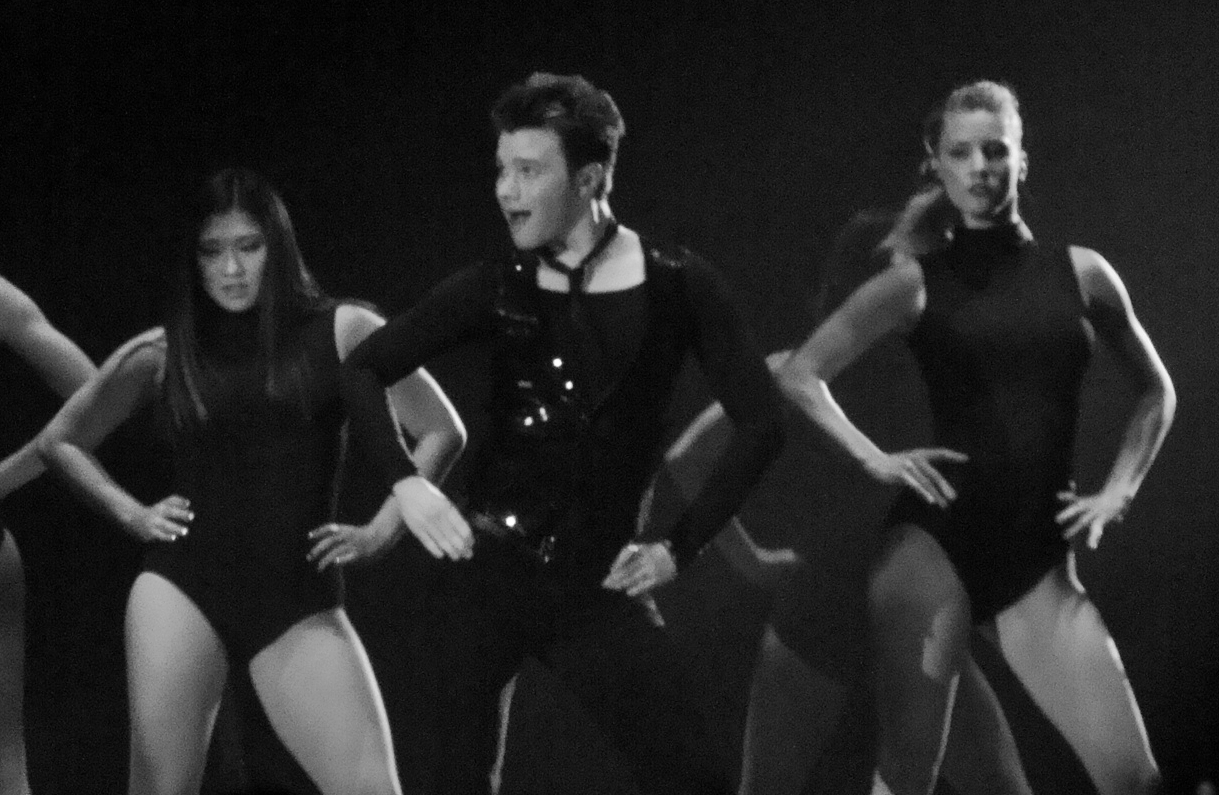
Colfer em cena de Glee, com Heather Morris e Jenna Ushkowitz.

O papel do Colfer primeira TV veio em 2009, quando ele foi escalado como Kurt Hummel em Fox's Glee. O criador do programa, Ryan Murphy, ficou tão impressionado com Colfer que ele criou o papel de Kurt especificamente para ele, no processo, cancelou um personagem planejado chamado Rajish para que pudessem adicionar Kurt.  Murphy explicou no final da segunda temporada do Projeto Glee que Colfer foi a inspiração para o show do projeto porque ele não se encaixava no papel que ele fez o teste para, mas ainda era "incrível e especial" para um papel foi criado para ele.O Glee Project é um reality show em oxigênio, que serve como um teste para Glee com o vencedor ganhando um arco de sete episódios na temporada seguinte da série.  Em 2012,Colfer ganhou o Prêmio Escolha Popular para o Ator de TV comédia favorita, juntamente com sua co-estrela, Lea Michele,que ganhou Favorita Atriz TV comédia. Colf foi quem escolheu o segundo nome de Kurt, que é Kurt Elizabeth Hummel.
 Em uma entrevista de 2010 com Allison Kugel  Ele foi duas vezes nomeado para um Emmy awards Melhor Ator Coadjuvante em Série de Comédia categoria por sua interpretação de Kurt.

## Filmografia
| Título                                     | Ano         | Personagem         | Notas                                                                 |
| ------------------------------------------ | ----------- | ------------------ | --------------------------------------------------------------------- |
| Russel Fish: The Sausage and Eggs Incident | 2009        | Russel Fish        | Protagonista, Curta-metragem                                          |
| Glee                                       | 2009 - 2015 | Kurt Hummel        | Elenco principal                                                      |
| Marmaduke                                  | 2010        | Drama Dog #2 (voz) | Longa-metragem                                                        |
| Glee: The 3D Concert Movie                 | 2011        | Kurt Hummel        | Elenco principal                                                      |
| The Cleveland Show                         | 2011        | Kurt Hummel (Voz)  | 2ª Temporada, Episódio 11, "How Do You Solve a Problem Like Roberta?" |
| The Little Leftover Witch                  | 2011        |                    | Escritor                                                              |
| Saturday Night Live                        | 2011        | Ele Mesmo          | Participação especial                                                 |
| O Diário de Carson Phillips                | 2012        | Carson Phillips    | Protagonista, Produtor, Escritor                                      |
| 8                                          | 2012        | Ryan Kendall       | Peça teatral, Participação especial                                   |
| The Glee Project                           | 2012        | Ele Mesmo          | Mentor 2ª temporada (Episósios: "Glee-ality")                         |
| Master Chef                                | 2013        | Ele Mesmo          | 4ª temporada; Episódio 10                                             |
| Absolutely Fabulous                        | 2016        | Ele Mesmo          | Celebridade convidada                                                 |
| RuPaul's Drag Race: All Stars              | 2018        | Ele Mesmo          | Jurado Convidado                                                      |
| Visible : Out On Television                | 2020        | Ele Mesmo          |                                                                       |

## Discografia
- Glee: The Music, Volume 1 (2009)
- Glee: The Music, Volume 2 (2009)
- Glee: The Music, The Power of Madonna (2010)
- Glee: The Music, Volume 3 - Showstoppers (2010)
- Glee: The Music, Journey to Regionals (2010)
- Glee: The Music, The Rocky Horror Glee Show (2010)
- Glee: The Music, The Christmas Album (2010)
- Glee: The Music, Volume 4 (2010)
- Glee: The Music, Volume 5 (2011)
- Glee: The Music Presents the Warblers (2011)
- Glee: The Music, Volume 6 (2011)
- Glee: The Music, The Christmas Album Volume 2 (2011)
- Glee: The Music, Volume 7 (2011)
- Glee: The Music, The Graduation Album (2012)
- Glee Sings The Beatles (2013)
- The Quarterback (2013)
- A Katy or A Gaga (2013)
- Movin' Out (2013)
- Glee: The Music, The Christmas Album Volume 4 (2013)

## Livros
No Brasil, a editora responsável pela publicação do livros de Colfer é a Editora Benvirá.

| Ano  | Título Original                                        | Título no Brasil                                            | Título em Portugal |
| ---- | ------------------------------------------------------ | ----------------------------------------------------------- | ------------------ |
| 2012 | The Land of Stories: The Wishing Spell                 | Terra de Histórias: O Feitiço do Desejo - Volume 1          |                    |
| 2012 | Struck By Lightning: The Carson Phillips Journal       | O Diário de Carson Phillips                                 |                    |
| 2013 | The Land of Stories: The Enchantress Returns           | Terra de Histórias: O Retorno da Feiticeira - Volume 2      |                    |
| 2016 | The Land of Stories: A Grimm Warning: 3                | Terra de Histórias. O Alerta dos Irmãos Grimm - Volume 3    |                    |
| 2016 | The Land of Stories: Beyond the Kingdoms: 4            | Terra de Histórias. Além dos Reinos - Volume 4              |                    |
| 2016 | The Land of Stories: A Treasury of Classic Fairy Tales | Terra de Histórias. Um Tesouro de Contos de Fadas Clássicos |                    |
| 2017 | The Land of Stories: An Author's Odyssey: 5            | Terra de Histórias: A Odisseia de Um Escritor - Volume 5    |                    |
| 2017 | Queen Red Riding Hood´s Guide To Royalty               | Guia da Rainha - Chapeuzinho Vermelho Para A Realeza        |                    |
| 2017 | The Mother Goose Diaries                               | Os Diários de Mamãe Ganso                                   |                    |
| 2018 | The Land of Stories: Worlds Collide: 6                 | Terra de Histórias: A Colisão dos Mundos - Volume 6         |                    |
| 2018 | Stranger Than Fanfiction                               | Mais Estranho Que Uma Fanfic                                |                    |
| 2019 | A Tale of Magic                                        |                                                             |                    |
| 2020 | A Tale of Witchcraft: 2                                |                                                             |                    |

## Nomeações e prêmios
| Ano  | Grupo                       | Prêmio                                                                               | Resultado | Nota |
| ---- | --------------------------- | ------------------------------------------------------------------------------------ | --------- | ---- |
| 2009 | Satellite Award             | Melhor Ator (coadjuvante/secundário) em Séries, Minisséries ou Filmes para televisão | Indicado  | Glee |
| 2010 | Prémios Screen Actors Guild | Melhor Elenco de Série de Comédia                                                    | Venceu    | Glee |
| 2010 | Teen Choice Awards          | Ator Que Rouba a Cena                                                                | Venceu    | Glee |
| 2010 | Emmy                        | Melhor Ator (coadjuvante/secundário) em Série de Comédia para televisão              | Indicado  | Glee |
| 2011 | Prêmios Globo de Ouro       | Melhor Ator (coadjuvante/secundário) em série, minissérie ou filme de TV             | Venceu    | Glee |
| 2012 | Teen Choice Awards          | Melhor Ator em Série de Comédia para televisão                                       | Venceu    | Glee |
| 2013 | People's Choice Awards      | Melhor Ator de Comédia de TV Aberta                                                  | Venceu    | Glee |
| 2013 | Teen Choice Awards          | Melhor Ator de Comédia de TV Aberta                                                  | Indicado  | Glee |
| 2013 | People's Choice Awards      | Melhor Ator de Comédia de TV Aberta                                                  | Venceu    | Glee |
| 2014 | People's Choice Awards      | Melhor Ator de Comédia de TV Aberta                                                  | Venceu    | Glee |
| 2015 | People's Choice Awards      | Melhor Ator de Comédia de TV Aberta                                                  | Venceu    | Glee |